# Грань будущего
«Грань будущего» (англ. Edge of Tomorrow) — американский фантастический боевик 2014 года, снятый Дагом Лайманом с Томом Крузом и Эмили Блант в главных ролях. В основу сценария легло ранобэ Хироси Сакурадзаки «Грань будущего».
Мировая премьера состоялась 28 мая 2014 года, премьера в России — 5 июня 2014.
Слоганом фильма стала фраза «Живи. Умри. И снова.» (Live. Die. Repeat.).

## Сюжет
Действие фильма происходит в недалёком будущем. Земля подверглась нападению инопланетной расы (в репортажах СМИ пришельцы обозначены как «противник»; военные дают прозвище «мимики» (имитаторы)). Пришельцы успели захватить Западную и часть Центральной Европы. Армии государств объединяются — понимая, что иного шанса победить нет. Единственный успех в войне был одержан в битве при Вердене, благодаря использованию экзоскелетов. В одном из которых простой сержант Рита Вратаски (Эмили Блант) в одиночку уничтожила более ста мимиков, за что обрела мировое признание и получила прозвище «Ангел Вердена»; солдаты с уважением зовут её «Цельнометаллическая стерва» (англ. Full Metal Bitch), но этот вариант самой Вратаски не по душе.
Для набора новых рекрутов военными проводится грандиозная пиар-кампания «Ангела Вердена» в СМИ. Майор армии США Уильям Кейдж (Том Круз) просыпается в вертолёте, подлетающем к штабу Западного фронта в Лондоне. Он встречается с командующим фронтом генералом Бригхемом (Брендан Глисон). Тот объявляет, что Кейдж примет участие в готовящейся высадке в Нормандии. Майор Кейдж возражает, что он пресс-секретарь, штатский в душе и был отправлен с задачей проводить пиар-кампанию. Он угрожает что сделает из генерала виновником в потерях перед обществом. Генерал приказывает охране арестовать майора. Кейдж пытается бежать, но его парализуют электрошоком.
Герой приходит в себя на военной базе в пригороде Лондона — Хитроу, где понимает, что его разжаловали в рядовые, и записали в группу, которая завтра десантируется в Нормандии. Во время первого боя Кейдж встречает Риту Вратаски, но та погибает, как и все вокруг. Мимики истребляют весь взвод Кейджа. Отбившись от них он замечает необычного мимика голубого цвета. Тот бросается на Кейджа, но майор успевает схватить и привести в действие противопехотную мину. Мимика разрывает в клочья, его кровь проливается на Кейджа, разъедая его заживо.
Кейдж снова приходит в себя на базе Хитроу, переживая вновь все события … вчерашнего дня. При нём сохранились все его воспоминания, и он переживает данный день снова и снова, каждый раз погибая.
В очередной «жизни», когда он замечает и спасает Риту Вратаски, та бросает оружие и просит: «Найди меня, когда очнёшься!», чем его очень удивляет. Оказывается, Рита также переживала петлю времени, но потеряла такую способность после ранения с последующим переливанием крови. Рита поясняет, что способность управлять временем, «перезагружая» день, Кейдж получил от убитого мимика типа «Альфа».
Единственный, кто понимает Риту, доктор Картер (Ноа Тейлор) — в прошлом физик-микробиолог — поясняет: мимики представляют собой единую нейронную сеть, где рядовые жёлтые пришельцы являются обычными клетками, голубые Альфы выполняют роль нервных узлов, а «центром управления» является Омега, находящаяся далеко от поля боя. Рита рассказывает, что вскоре у Кейджа будут видения, в которых он увидит, где находится этот центр. Картер добавляет, что способность управлять временем делает мимиков непобедимыми противниками. Рита говорит Кейджу, что он должен найти и уничтожить мозговой центр мимиков — сделав то, что не успела сделать она в Вердене.
Вскоре Кейдж видит обещанное видение и понимает, что центр нейронной сети мимиков находится на дамбе где-то в Швейцарии. Ценой многочисленных повторений у Кейджа получается туда добраться. Для этого он много тренируется. Рита объясняет ему, что передать эту способность другому человеку нельзя. Кейдж намекает на секс, говоря, что это может сработать, но Рита уверяет его, что проверяла этот метод, и он не работает.
В одной из версий будущего Кейдж не верит в свой успех и сбегает с базы (и с поля боя) в Лондон. Он видит, как мимики захватывают Лондон, и успевает понять перед гибелью — бездействие означает, что война проиграна.
В одном из вариантов будущего Кейдж понимает, что Рита неизбежно погибает на пути до конечной цели. Предприняв все попытки сохранить ей жизнь, Кейдж выдаёт себя, и Рита, осознав это, раскрывает ему своё второе имя, намекая, что теперь он тот, кому она может довериться.
Приняв решение пойти до Омеги один, Кейдж добирается до заброшенной дамбы, но не находит там Омегу, зато встречается с мимиком типа Альфа, который пытается захватить его живым. С трудом совершив самоубийство, Кейдж возвращается на базу и рассказывает Рите и Картеру, что видения — это ловушка мимиков.
Доктор Картер рассказывает, что у него есть прототип устройства, позволяющего найти Омегу. Но для этого им нужен Альфа, а устройство находится в штабе генерала Бригхема. Рита говорит, что роль Альфы исполнит Кейдж, поскольку он обменялся кровью с пришельцем. После многих попыток Рита и Кейдж проникают в кабинет генерала и убеждают его отдать устройство. Генерал его отдаёт, но не верит им и направляет на героев охрану. Рита с Кейджем пытаются скрыться на автомобиле, Кейдж приводит в действие устройство и узнаёт, что Омега прячется в Париже, в полузатопленном музее Лувра, прямо под пирамидой. В этот момент один из охранников в экзоскелете разбивает машину, и беглецы теряют сознание.
Кейдж приходит в себя в госпитале, прикованным к кровати. Он понимает, что ему сделали переливание крови. Рита собирается убить Кейджа и перезагрузить время, но тот заявляет, что потерял свои способности. Кейдж проникает на базу в Хитроу и с помощью Риты убеждает свой взвод помочь ему. Герои захватывают боевой конвертоплан и летят в Париж. Возле Лувра конвертоплан подбивают мимики, и солдаты на ходу прыгают из него. В живых остаётся только половина отряда. Кейджу и Рите удаётся запустить конвертоплан, и долететь до входа в музей, оставшиеся прикрывать отход Скиннер и Грифф погибают, подорвав себя с окружившими их мимиками.
Мимики догоняют героев и залезают в конвертоплан. Рита и Кейдж пробираются на заброшенную автостоянку под пирамидой и подрывают проход. Рита убегает, отвлекая на себя подоспевшую Альфу, а Кейдж проплывает в затопленный зал, где встречает Омегу. Альфа, убив Риту, догоняет Кейджа. Смертельно раненый Кейдж успевает подорвать Омегу гранатой. Кровь погибшей Омеги окутывает тело Кейджа.
Майор Кейдж просыпается в вертолёте, подлетающем к штабу Западного фронта в Лондоне. В СМИ передают сообщение о выбросе энергии в Париже, генерал Бригхем объявляет прессе о полной дезорганизации инопланетян и начале наступления войск. Кейдж отправляется на военную базу в Хитроу и снова знакомится с Ритой, но уже как майор.

## В ролях
| Актёр              | Роль                                        |
| ------------------ | ------------------------------------------- |
| Том Круз           | майор/рядовой Уильям (Билл) Кейдж           |
| Эмили Блант        | сержант Рита Роуз Вратаски                  |
| Билл Пэкстон       | мастер-сержант Фаррел                       |
| Брендан Глисон     | генерал Бригхем                             |
| Ноа Тейлор         | доктор Картер                               |
| Шарлотта Райли     | Нэнс                                        |
| Джонас Армстронг   | Скиннер                                     |
| Мадлен Манток      | Джули                                       |
| Тони Уэй           | Киммел                                      |
| Кик Гарри          | Грифф                                       |
| Драгомир Мрсич     | Кунц                                        |
| Франц Драмех       | Форд                                        |
| Масаёси Ханэда     | Такэда                                      |
| Лара Пулвер        | Карэн Лорд                                  |
| Джереми Пивен      | полковник Уолтер Маркс (в титрах не указан) |
| Мэрианн Жан-Батист | доктор Уиттл (в титрах не указана)          |

## Создатели фильма
- Режиссёр: Даг Лайман (номинация на премию «Сатурн»)
- Авторы сценария: Кристофер Маккуорри, Джез Баттеруорт, Джон-Генри Баттеруорт (номинация на премию «Сатурн»)
- Продюсеры: Эрвин Стофф, Том Лассалли, Джеффри Сильвер, Грегори Джейкобс, Джейсон Хоффс (номинация на премию «Сатурн»)
- Исполнительные продюсеры: Даг Лайман, Дэйв Бэртис, Стивен Мнучин, Джоби Харольд, Хидеми Фукухара, Брюс Берман
- Оператор: Дион Биби
- Визуальные эффекты: Ник Дэвис (номинация на премию «Сатурн»)
- Композитор: Кристоф Бек

## Сценарий
В основу фильма лёг роман Хироси Сакурадзаки «Всё, что тебе нужно, — это убивать». Также имеется манга, созданная в соавторстве с Такэути Рёсукэ.
Кинокритик Дэвид Чэн пишет, что роман адаптировал для экранизации Данте Харпер (Dante Harper) в 2010 году, но фильм не был снят. Затем сценарий, который приобрела Warner Bros., неоднократно переписывался: сначала над ним работали Джез Баттеруорт и Джон-Генри Баттеруорт, затем Саймон Кинберг и, наконец, Кристофер Маккуорри. Именно этим объясняется нелогичный, по его мнению, финал.

## Создание фильма
Идеи касательно съёмок фильма появились ещё в 2012 году. Изначально главную роль предложили Брэду Питту, но он отказался. После этого выбор пал на Тома Круза. 20 июля того же года он заявил о своём участии и начал рекламную кампанию фильма. Съёмки велись с начала 2013 года. Сам съёмочный процесс длился около года.
В самом начале фильма можно видеть кадры падения челябинского метеорита, которые выданы за съёмку метеоритов, падавших на территории европейских стран.
Во время сцен высадки десанта на французский берег Ла-Манша в операции участвуют наряду с НАТОвской техникой десантные корабли на воздушной подушке советского проекта 12322 «Зубр».
Всемирная премьера состоялась 28 мая 2014 года, премьера в России — спустя неделю, 5 июня.
Для фильма было изготовлено около 120 экзоскелетов.

## Музыкальное сопровождение
Над фильмом «Грань будущего» работал композитор Кристоф Бек. Фильм стал первой научно-фантастической работой Бека, который заменил Джона Пауэлла, работавшего над музыкальным сопровождением для предыдущих фильмов Дага Лаймана. При подготовке к записи Бек смотрел различные фильмы с атмосферной и эпической музыкой, в том числе фильм 2012 года «Морской Бой». Он много экспериментировал и подбирал различные варианты музыки. Повторяются композиции, по его словам, всего несколько раз, так как они должны соответствовать событиям на экране. Кристоф также отметил, что поскольку события того дня часто повторяются, то разумно было бы повторять и музыкальные композиции. Изначально он предполагал классический подход к работе, со стандартными типами эпической музыки, но позже пришёл к выводу, что стоит поэкспериментировать и иногда отойти от традиций, искажая традиционное звучание или привнося что-то новое в процесс. Позже композитор признался, что в фильме традиционных тем всего несколько, одна из которых была написана для Риты, которую сыграла Эмили Блант.
Композиция «This Is Not the End» звучала в трейлере фильма.
| №  | Название              | Музыка                    | Длительность |
| -- | --------------------- | ------------------------- | ------------ |
| 1. | «This Is Not the End» | Fieldwork                 | 6:32         |
| 2. | «Massive Mellow»      | Daniel Lenz               | 2:33         |
| 3. | «Railroad Track»      | Willy Moon                | 2:25         |
| 4. | «Trip Into The Light» | Jeremy and the Harlequins | 2:48         |
| 5. | «Love Me Again»       | John Newman               | 3:45         |

## Критика
Фильм крайне положительно оценён кинокритиками: его рейтинг на сайте Rotten Tomatoes составляет 91 % (средний балл — 7,5/10).
Джастин Чанг из Variety назвал «Грань будущего» хорошо исполненным научно-фантастическим триллером и сказал, что этот фильм является лучшей работой Дага Лаймана со времён «Идентификации Борна».
Тодд Маккарти, пишущий для The Hollywood Reporter, сказал, что фильм был «амбициозным научно-фантастическим боевиком», который «относительно игриво идёт по знакомым боевым тропам». Маккарти отметил, что, несмотря на юмор, он нашёл предпосылку временной петли «утомительной», а «последний отрезок становится резко неубедительным и визуально мрачным». Однако он также назвал эффекты «захватывающими, убедительными и жёсткими».
Кеннет Туран из Los Angeles Times дал фильму положительную рецензию, посчитав его «умным, захватывающим и неожиданным, но не скупым на жанровое удовлетворение».
По мнению Владимира Болотина из «Российской газеты» фильм «Грань будущего» — это «хороший фантастический боевик, динамика которого просчитана так, чтобы интерес зрителя не пропал до самого финала».

## Кассовые сборы
Фильму не удалось добиться в прокате такого же успеха, как у критиков: при бюджете в 178 миллионов долларов общемировые кассовые сборы составили 371 миллион долларов.

## Художественные параллели
Как отмечает влиятельный американский кинокритик Мэтт Золлер Зайц, точкой отсчёта для фильма, без сомнения, стали «День сурка» (1993) и «Исходный код» (2011), однако есть параллели и с другими известными фильмами. Он пишет, что заброшенные европейские пейзажи напоминают «Дитя человеческое» (2006), а имитаторы — стражей из «Матрицы» (1999). Батальные сцены напомнили критику «Чужих» (1986) и «Звёздный десант» (1997). Он также обращает внимание на то, что в фильме «Грань будущего» играет Билл Пэкстон, снимавшийся в «Чужих».

## Возможный сиквел
Первая информация о возможном продолжении фильма появилась в декабре 2015 года. В мае 2017 года Лиман сообщил, что рабочее название продолжения «Live Die Repeat and Repeat» и что Том Круз и Эмили Блант вновь сыграют свои роли из первого фильма. В январе 2017 года Лиман сообщил, что сиквел Грани будущего может стать его следующим фильмом В марте 2018 года Лиман заявил, работает с Джезом Баттервортом над написанием сценария. В марте 2019 года сообщалось, что Мэтью Робинсон перепишет сценарий, а в октябре Лиман подтвердил, что сценарий закончен. В марте 2019 года стало известно что Warner Bros запускает в производство продолжение фильма Грань будущего 2. В 2020—2021 годах судьба продолжения оказалась под вопросом из-за пандемии COVID-19. В августе 2023 года  Эмили Блант рассказала, что с нетерпением ждёт возможности сняться в продолжении и подтвердила, что уже читала черновой сценарий.